# 강동석 (공무원)
강동석(姜東錫, 1938년 8월 18일 ~ )은 대한민국의 행정관료이자 정무직공무원이다.

## 이력
제12대 건설교통부 장관을 역임한 그의 본관은 진주(晉州)이며 전라북도 전주 출생이다.

## 학력
- 1957년 2월 전라북도 전주고등학교 졸업
- 1961년 8월 경희대학교 법학과 학사
- 1973년 2월 국방대학교 행정학사 18기

### 비학위 수료
- 1985년 연세대학교 행정대학원 고위정책과정 수료

## 약력
- 1965년 제3회 행정고시 합격
- 1966년 교통부 행정사무관
- 1987년 교통부 기획관리실 실장
- 1992년 4월 ~ 1993년 3월 제10대 해운항만청 청장
- 1994년 수도권신공항건설공단 이사장
- 1999년 ~ 2002년 3월 인천국제공항공사 초대 사장
- 2002년 ~ 2003년 한국전력공사 사장
- 2002년 6월 ~ 2003년 3월 제32대 대한배구협회 회장
- 2003년 ~ 2005년 제12대 건설교통부 장관
- 2005년 인천대학교 석좌교수
- 2005년 12월 ~ 2006년 1월 자유민주연합 특임행정촉탁위원
- 2006년 4월 ~ 2008년 제22대 한국양회공업협회 회장
- 2007년 2월 ~ 2008년 인천세계도시엑스포 조직위원회 위원장
- 2008년 3월 인천세계도시엑스포 조직위원회 상임고문
- 2009년 6월 여수세계박람회 조직위원회 위원장

## 상훈
- 1977년 대통령 표창장
- 1987년 황조근정훈장
- 1988년 홍조근정훈장
- 2004년 제2회 항공우주문화상 개인상